# San Martino Valle Caudina
Pour les articles homonymes, voir San Martino.
San Martino Valle Caudina est une commune italienne de la province d'Avellino, dans la région Campanie.

## Histoire
- Le château de Pignatelli della Leonessa

## Administration
| Période                                  | Période | Identité | Étiquette | Qualité |
| ---------------------------------------- | ------- | -------- | --------- | ------- |
|                                          |         |          |           |         |
| Les données manquantes sont à compléter. |         |          |           |         |

### Hameaux
Campanino, Casadami, Clementi, Crocevia, Girone, Iardino, Innocenzi, La Pietra, Mancini, Masseria Teti, Poeti, Quercino, Rocchi, San Palerio, Staz di San Martino Valle Caudina (Scalo), Tedeschi, Tufara, Vernilli, Vitaliani

### Communes limitrophes
Avella, Cervinara, Montesarchio, Pannarano, Roccabascerana